# Joseph-Jacques Ramée
Joseph-Jacques Ramée (Givet, 26 aprile 1764 – Noyon, 18 maggio 1842) è stato un architetto francese, architetto paesaggista e decoratore d'interni durante il periodo classicista.

## Biografia

### In Francia
Ramée nacque nel 1764 a Givet nelle Ardenne francesi, vicino al confine con il Belgio. Già nel 1776 era un disegnatore nel dipartimento di costruzione dell'esercito francese. Intorno al 1780 iniziò la sua formazione a Parigi nello studio di François-Joseph Bélanger, l'architetto di casa del conte d'Artois, fratello del re Luigi XVI e futuro re Carlo X. Bélanger era un noto rappresentante del primo classicismo francese e dello stile direttorio. Nel suo ufficio, Ramée apprese le ultime forme di architettura, decorazione d'interni e arte topiaria lavorando a vari progetti. Molto probabilmente, ebbe anche contatti personali con i principali rappresentanti dell'architettura dell'epoca della Rivoluzione francese, Étienne-Louis Boullée e Claude-Nicolas Ledoux. Bélanger lo menzionò più volte come studente e collaboratore esemplare. Dal 1786 lavorò per l'architetto Jacques Cellerier, che nel 1790 diresse le elaborate celebrazioni ufficiali ("Fête de la Fedération") in onore della Rivoluzione francese sul Campo di Marte. Ramée probabilmente progettò l'arco trionfale alto 25 m, fatto di tela su una cornice di legno.

### In Belgio e in Turingia
Nel 1792 Ramée fuggì in Belgio a causa della radicalizzazione della rivoluzione e prestò servizio temporaneamente come ufficiale ausiliario nell'esercito del generale Dumouriez, politicamente moderato, che, a nome del governo rivoluzionario, combatté contro le truppe della coalizione nemica in Belgio e nei Paesi Bassi, fino a quando fu esonerato dai giacobini. Dal 1794 al 1796 Ramée si trattenne in Turingia, dove ricevette ordini presso le corti di vari piccoli stati. A Weimar progettò parti del giardino all'inglese sull'Ilm, a Meiningen e a Gotha realizzò molti dei parchi locali. A Gotha, progettò l'opera principale di questo periodo, una vasta dimora di campagna classicista con un parco, che però non fu realizzato.

### Ad Amburgo
La permanenza di Ramée ad Amburgo dal 1796 al 1810 fu il periodo più lungo che trascorse nello stesso posto e anche il periodo più produttivo della sua carriera. Lavorò per cittadini facoltosi di Amburgo e divenne il più importante architetto di giardini della zona, soprattutto grazie al parco per Georg Friedrich Baur a Blankenese (Baurs Park), per suo fratello Johann Heinrich Baur a Nienstedten (oggi Elbschlösschen) e per Georg Heinrich Sieveking a Neumühlen (oggi Donners Park). "Baurs Park" è una delle opere più importanti di Ramée.
Ramée sposò Caroline Dreyer di Amburgo nel 1805. Il 16 maggio 1806 nacque suo figlio Daniel, [che in seguito si fece un nome come storico dell'architettura e direttore delle opere di Claude-Nicolas Ledoux.
Con André Masson fondò nel 1800 la società "Masson et Ramée", per la realizzazione di eleganti arredi per la casa in stile francese. Il 20 maggio 1800 acquisirono "Die Bost" sull'Elbchaussee come sede dell'azienda. Ramée aveva la responsabilità artistica, Masson quella commerciale. L'azienda forniva mobili, carta da parati, porcellane e stucchi, nonché dipinti su soffitti e pareti basati sui progetti di Ramées per edifici di Amburgo e dello Schleswig-Holstein, ma anche a Copenaghen e nei dintorni. La società fu attiva fino all'ottobre 1806. Masson probabilmente lasciò Amburgo nello stesso anno. Il fallimento di "Masson et Ramée" si consumò all'inizio di febbraio 1810.
La Hamburg Börsen-Halle fu inaugurata nel 1804, l'edificio più importante di Ramée, un edificio classicista con chiari riferimenti all'architettura rivoluzionaria francese. Il committente era il commerciante all'ingrosso Gerhard von Hoßtrup. Tutti i dipendenti dell'azienda "Masson & Ramée" sono stati coinvolti nel vasto lavoro interno. Il nuovo edificio fu costruito a breve distanza dal quartier generale dell'attuale borsa. Un grande edificio si estendeva dietro la sua facciata stretta, straordinariamente moderna, inserita tra edifici molto più antichi. Con una grande sala, biblioteca e sala lettura, sale biliardo, sala concerti, sala da pranzo e altre sale, il Börsen-Halle era a disposizione degli uomini d'affari di Amburgo per colloqui di lavoro, formazione, cultura e relax. Il complesso fu distrutto nell'incendio di Amburgo nel 1842.

## In Meclemburgo
Prima che Ramée lasciasse Amburgo, fu incaricato dal barone Johann Peter von Möller-Lilienstern di progettare la sua nuova dimora a Rothspalk. La costruzione fu eseguita in assenza di Ramée e fu completata nel 1814. La casa ha subito solo alcune modifiche ai giorni nostri ed è ora in un ambiente quasi incontaminato della cosiddetta "Svizzera del Meclemburgo". La partecipazione di Ramée alla progettazione del parco a Rothspalk è molto probabile, perché fu realizzato durante il secondo soggiorno di Ramées ad Amburgo dopo il 1830. Alcuni indizi, come l'esistenza di una ghiacciaia americana nel parco, supportano questa ipotesi. Anche la costruzione del maniero a Gottin ebbe luogo in quel momento. Il parco di Varchentin fu attribuito a Peter Joseph Lenné; anche qui ci sono ipotesi che Ramée fosse almeno coinvolto nella progettazione. Un'ultima ipotesi è stata fatta da Felix Lüdemann e riguarda la casa padronale di Benz vicino a Lubecca, che oggi non esiste più e può essere vista solo su vecchie fotografie. Fu costruito nello stile coloniale americano intorno al 1830, cosa estremamente insolita per le case padronali del Meclemburgo.
In precedenza, alla fine del 1801, il principe Federico Ludovico di Meclemburgo-Schwerin aveva commissionato l'interno di quello che sarebbe poi diventato l'Alexandrinenpalais di Schwerin, e nel 1804 la costruzione del mausoleo di Elena Pavlovna nel parco del Castello di Ludwigslust, che fu completato nel 1808.

## Negli Stati Uniti
Dopo una sosta in Francia dal 1810 al 1812, Ramée si recò negli Stati Uniti nord-orientali nel giugno del 1812, anche per sfuggire alle turbolenze delle guerre napoleoniche in Europa. Si ritrovò nelle prime fasi della Guerra anglo-americana (1812-1814) e gli furono immediatamente commissionate fortificazioni nella piccola città di Ogdensburg. In realtà, aveva seguito la chiamata di un amico, l'uomo d'affari di Amburgo e Anversa, David Parish, che si era stabilito a Filadelfia nel 1805, era diventato molto ricco molto rapidamente, aveva acquisito grandi proprietà e ora voleva svilupparle. Anche Ramée si stabilì a Filadelfia. Per Parish e altri clienti, progettò vari tipi di edifici funzionali e diversi ampi giardini con case di campagna negli stati di New York e Maryland. Partecipò senza successo al concorso per un monumento a George Washington a Baltimora, il più importante progetto di quel tempo in America.
Nel 1813 ricevette l'ordine per il più grande progetto della sua carriera, il nuovo Union College di Schenectady. Il terzo college più grande degli Stati Uniti, insieme a Harvard e Yale, doveva essere costruito su un'area verde di 28 ettari fuori città. Ramée progettò un complesso universitario, un insieme di spazi di vita e di lavoro per insegnanti e studenti, circondato da un giardino paesaggistico - a quel tempo era l'edificio universitario più all'avanguardia e fu successivamente il modello per molti college americani. Tuttavia, per motivi finanziari, i progetti di Ramée non furono mai completamente attuati.

### Il ritorno in Europa
Quando gli ordini incominciarono a diminuire, Ramée lasciò gli Stati Uniti nel 1816 e si stabilì nel sud del Belgio, una zona industrializzata dove c'erano buoni presupposti per ordini redditizi. Qui progettò numerosi giardini. Nel 1823 circa tornò a Parigi. Fornì progetti per due piazze di Parigi e per gli Champs-Elysées e creò i giardini di Verneuil vicino a Reims e di Carlepont vicino a Noyon. Pubblicò anche un catalogo con le immagini delle sue opere più importanti: "Jardins irréguliers, maisons de campagne, tous genres et de toutes Dimensions ..." ("Giardini eccezionali, case di campagna, di ogni tipo e dimensione ...").
Intorno al 1830 tornò ad Amburgo. Aveva mantenuto i contatti con i parenti di sua moglie, con i vecchi amici e con i clienti. Sono certi cinque ordini di giardini in questo periodo. Rispetto alle precedenti opere di Ramée ad Amburgo, i giardini avevano un aspetto diverso. In linea con lo sviluppo generale degli ultimi decenni, il paesaggio era meno aperto ed esteso, la rete di percorsi più densa, l'impressione generale più frammentata.
Intorno al 1837 Ramée tornò ancora a Parigi. Nel 1837 e nel 1839 pubblicò di nuovo fotografie con vedute del suo lavoro. Nel 1839 acquisì il castello di Beaurains vicino a Noyon con un'altra famiglia. Nel 1841, dopo alcune modifiche, entrambe le famiglie si trasferirono nel castello. Joseph Ramée morì qui il 18 maggio 1842. Fu sepolto nel cimitero di Beaurains.

## Galleria d'immagini

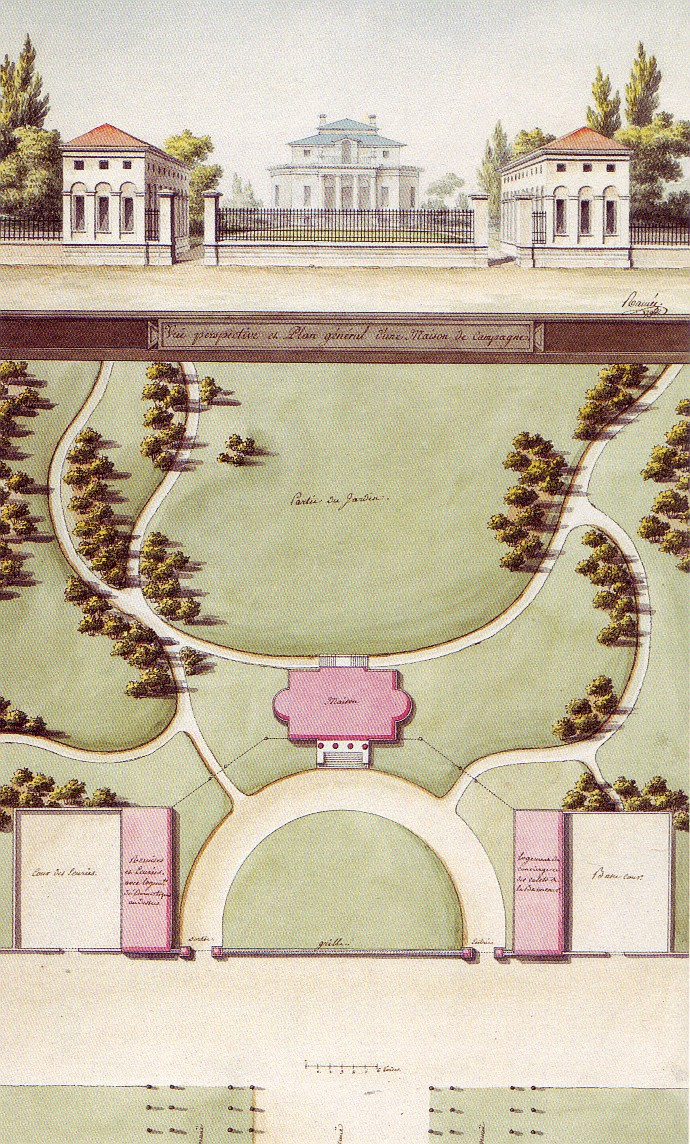
Dimora di campagna, alzato e pianta, 1796
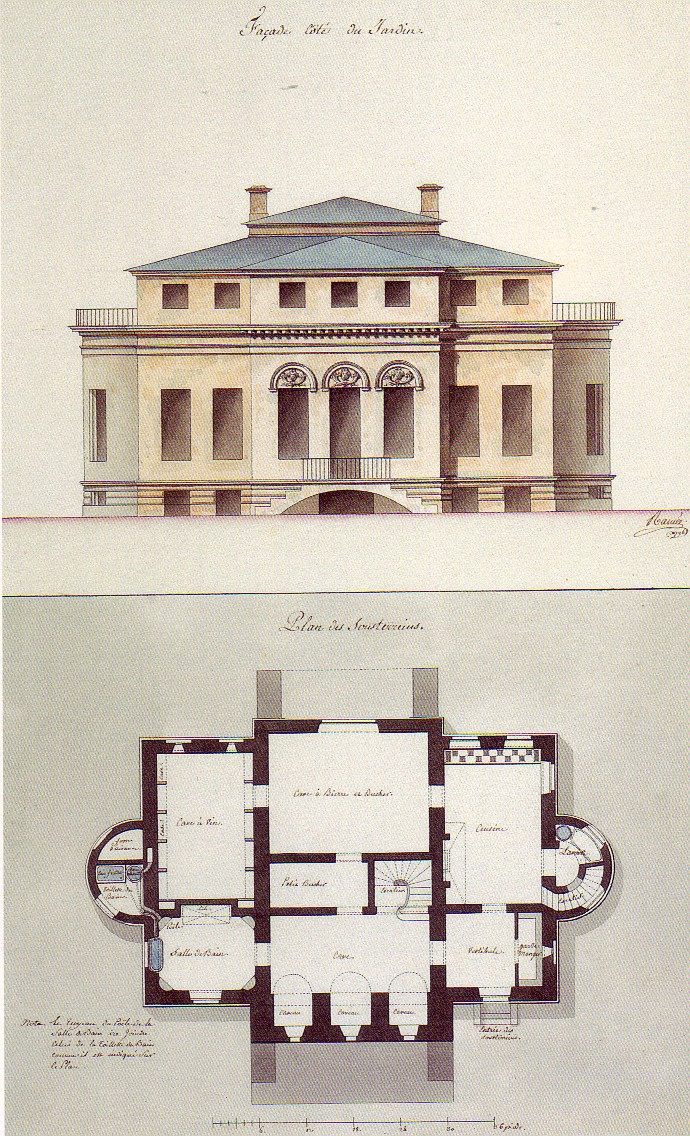
Dimora di campagna, alzato e pianta, 1796
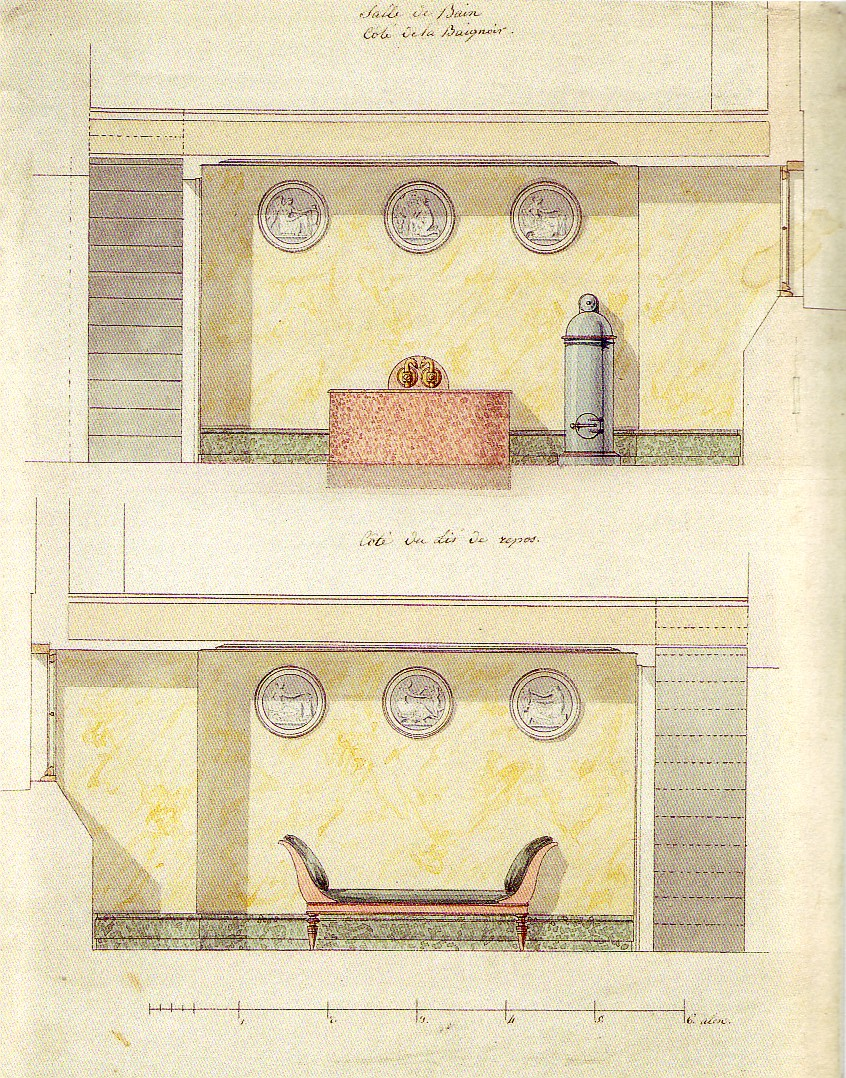
Stanza da bagno nella residenza di città di Constantin Brun, Copenaghen
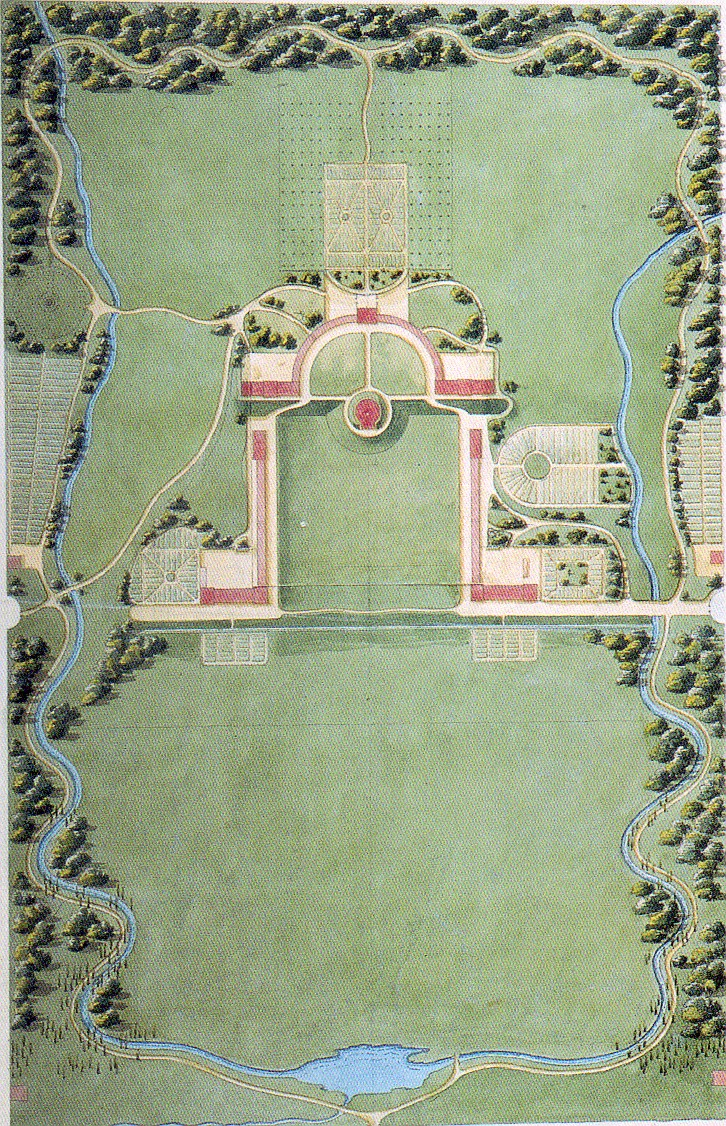
Union College di Schenectady, pianta, circa 1813